# (4749) 1989 WE1
(4749) 1989 WE1 là một tiểu hành tinh vành đai chính. Nó được phát hiện bởi Nobuhiro Kawasato ở Uenohara Observatory ngày 22 tháng 11 năm 1989.